# Marc'Antonio Ingegneri
Marc'Antonio Ingegneri (Verona, tussen 1545 en 1547 – Cremona, 1 juli 1592) was een Italiaans componist in de late Renaissance. Ingegneri is tegenwoordig in de eerste plaats bekend als leermeester van Monteverdi. 
Ingegneri werkte aanvankelijk als kapelmeester in Verona, maar werd in 1576 benoemd tot kapelmeester in Cremona waar hij Monteverdi als een van zijn leerlingen had. Stilistisch zijn zijn composities nauw verwant aan die van Palestrina. Hij kan bij de Romeinse school van de polyfone kerkmuziek gerekend worden. Ingegneri studeerde bij Cypriano de Rore in Parma, en Vincenzo Ruffo in Verona.
Ingegneri was bevriend met de bisschop van Cremona Nicolò Sfondrato, de latere paus Gregorius XIV, die nauw betrokken was met de hervormingen van het Concilie van Trente. Dit toont zich in de muziek die net als bij Palestrina helder en  simpel van stijl is. Zijn boek met 27 responsoria voor de Goede Week werd ten onrechte toegeschreven aan Palestrina en uitgegeven in deel XXVII van de verzamelde werken van Palestrina.
Ingegneri's eigen composities blijven helder en kunnen daardoor als conventioneel worden ervaren. Maar hij had veel waardering voor meer vernieuwende collegae. Hij noemt in het voorwoord van een van zijn bundels met name Cypriano de Rore. Deze ontwikkelde op volledig nieuwe wijze de hem typerende  chromatiek (voor het eerst kan men spreken van madrigalismen) ten dienste van de tekstuitbeelding. Monteverdi moet via Ingegneri hiervan kennis hebben kunnen nemen en heeft dit verder ontwikkeld. 
Ingegneri's composities zijn overgeleverd als 8 bundels madrigalen, 2 bundels missen (1573 en 1587), 3 bundels motetten, hymnen en andere kerkmuziek
- Bibsys: 24485
- Biblioteca Nacional de España: XX1569212
- Bibliothèque nationale de France: cb13337544d (data)
- CiNii: DA07501671
- Gemeinsame Normdatei: 119409542
- International Standard Name Identifier: 0000 0001 1804 5627
- Library of Congress Control Number: n87127954
- Nationale Bibliotheek van Letland: 000048801
- MusicBrainz: 847cd5d6-f392-487e-8845-5719ffcb1464
- Nationale Bibliotheek van Tsjechië: jn20000700776
- Nationale Bibliotheek van Israël: 987007289582205171
- Nederlandse Thesaurus van Auteursnamen: 134468821
- Istituto Centrale per il Catalogo Unico: LO1V143836
- SNAC: w6gb3016
- Système universitaire de documentation: 076138836
- Virtual International Authority File: 100196245
- WorldCat: E39PBJkdq3FwB9McdKxRhyVHmd